# Luftlandegeschwader 2
La Luftlandegeschwader 2 (LLG 2) (2e escadron de combat aéroportée) est une unité de combat de transport des troupes aéroportés de la Luftwaffe pendant la Seconde Guerre mondiale.

## Opérations
Le LLG 1 a mis en œuvre principalement des avions Bussard, Avia B.534, Messerschmitt Bf 108, DFS 230, Dornier Do 17, Fieseler Fi 156, Focke Wulf Fw 44, Gotha Go 242, Go 244, Schneider Grunau Baby, Heinkel He 111, Henschel Hs 126, Junkers Ju 52, Ju 87, Klemm Kl 35, Messerschmitt Me 321 et Mü 13.

## Organisation

### Stab. Gruppe
Le Stab./LLG 2 est formé en avril 1942 à Parchim.

Il est dissous en juin 1943.

Geschwaderkommodore (Commandant de l'escadron) :
| Début      | Fin       | Grade          | Nom          |
| ---------- | --------- | -------------- | ------------ |
| Avril 1942 | Juin 1943 | Oberstleutnant | Gustav Wilke |

### I. Gruppe
Formé en mars 1942 à Parchim à partir du 1.(Go)/KGzbV 1 avec :
- 1./LLG 2
- 2./LLG 2

Le Gruppenstab est formé en avril 1942, le 3./LLG 2 en août 1942, et le 4./LLG 2 en avril 1943 avec :
- Stab I./LLG 2
- 1./LLG 2
- 2./LLG 2
- 3./LLG 2
- 4./LLG 2

En décembre 1943, le I./LLG 2 reçoit 9 Heinkel He 111Z.

Il est dissous le 9 septembre 1944.

Gruppenkommandeure (Commandant de groupe) :
| Début           | Fin          | Grade | Nom            |
| --------------- | ------------ | ----- | -------------- |
| Avril 1942      | Octobre 1942 | Major | Münter         |
| 20 octobre 1942 | 5 mai 1943   | Major | Werner Richers |
| 5 mai 1943      | ?            | Major | Kroworsch      |
| 1944            | ?            | Major | Willerding     |

### II. Gruppe
Formé le 18 juin 1942 à Posen à partir d'éléments du Ergänzungsgruppe (S) 2  avec :
- Stab II./LLG 2 nouvellement créé
- 5./LLG 2 nouvellement créé
- 6./LLG 2 nouvellement créé
- 7./LLG 2 nouvellement créé
- 8./LLG 2 nouvellement créé

Le II./LLG 2 est dissous en septembre 1942, mais le 5./LLG 2 subsiste et devient indépendant. En octobre 1943, il est renommé 3.(Go)/Schleppgruppe 3.

Gruppenkommandeure :
| Début     | Fin            | Grade     | Nom             |
| --------- | -------------- | --------- | --------------- |
| Juin 1942 | Septembre 1942 | Hauptmann | Albert Snowaski |